# Polany (przystanek kolejowy na Ukrainie)
Polany (ukr. Поляни) – przystanek kolejowy w pobliżu miejscowości Polana, w rejonie szepetowskim, w obwodzie chmielnickim, na Ukrainie. Położony jest na linii Koziatyn – Berdyczów – Szepetówka.